# Städel
Städel, uradno Städlov umetnostni inštitut in galerija (Städelsches Kunstinstitut und Städtische Galerie), je muzej umetnosti v Frankfurtu ob Majni z eno najpomembnejših zbirk v Nemčiji. V lasti ima 2700 slik (od katerih je razstavljenih 600) in zbirko 100.000 risb in grafik, pa tudi 600 kipov. Ima okoli 4000 m² razstavnih prostorov in knjižnico s 100.000 knjigami in 400 revijami.
Leta 2012 je bil razglašen za muzej leta. Ta naslov podeljujejo nemški umetnostni kritiki združenja AICA. V istem letu je imel muzej  največji obisk v svoji zgodovini, 447.395 obiskovalcev. 

## Zgodovina
Muzej je leta 1815 ustanovil frankfurtski bankir in trgovec Johann Friedrich Städel. Leta 1878 je bila nova zgradba, zasnovana v slogu Gründerzeit (obdobje ustanoviteljev), postavljena na ulici Schaumainkai, ki je zdaj glavna muzejska četrt. Do začetka 20. stoletja je galerija postala ena najvidnejših nemških zbirk klasične vseevropske umetnosti; druge take zbirke, odprte za javnost, so bile Galerija v Dresdnu, Stara pinakoteka v Münchnu in Altes Museum v Berlinu.

### Druga svetovna vojna
Leta 1937 je bilo iz muzeja odvzetih 77 slik in 700 grafik, ker so jih nacionalsocialisti razglasili za "degenerirano umetnost".
Leta 1939 se je zbirka preselila iz Frankfurta, da bi jo zaščitili pred poškodbami v drugi svetovni vojni. Städlova zbirka (Städelsches Kunstinstitut und Städtische Galerie) v Frankfurtu je bila odstranjena iz muzeja, da bi preprečili uničenje zaradi zavezniških bombnih napadov, in shranjena v gradu Rossbach, ki je bil v lasti barona Thüngena v bližnjem Bad Brückenauu na Bavarskem. Tam je muzejske slike in knjižnico odkril poročnik Thomas Carr Howe, član vojne mornarice Združenih držav – Programa za spomenike, upodabljajočo umetnost in arhive (Monuments, Fine Arts, and Archives program). Čeprav baron von Thüngen in njegova žena nista bila pripravljena sodelovati z Američani, je dr. Holzinger, zdravnica in švicarska žena direktorja muzeja Städla, pomagala pri katalogizaciji in odstranitvi del v Münchensko centralno zbirno točko. Poročnik Howe je rekel: "Prvi prostor, ki ga je treba pregledati, je knjižnica, ki meji na dnevno sobo, v kateri smo čakali. Tu smo našli številne odlične francoske impresionistične slike, vse iz stalne zbirke Städla, in precej lepih starih mojstrov grafik. Večina je bila prav tako v lasti muzeja, ampak nekatere – spomnim se odlične Rembrandtove skice – so verjetno prišle iz Švice. Seveda jih bo treba pregledati in določiti njihov natančni izvor in ugotoviti, kako so prišle iz muzeja. Toda v tem trenutku je treba predvsem zagotoviti razmere za skladiščenje in varnost. V drugi sobi smo našli ogromno zbirko knjig, knjižnico enega od muzejev iz Frankfurta. Na tretjini smo naleteli na vrsto srednjeveškega kiparstva – svetniki vseh velikosti in vrst, nekaj izrezljanih iz lesa, kamna, navadni ali pobarvani. Tudi ti so bili iz muzeja. Zadnji prostor je bil pod zemljo, velika, globoka soba pod hišo. V njej so bile vrste slik, zložene so bile v dveh vrstah sredi prostora in tudi vzdolž dveh sten. Kar smo lahko ugotovili v šibki svetlobi, niso bila zelo kakovostna dela. V poletnih mesecih bi morala biti kakovostno shranjena v podzemnem prostoru, vendar smo verjeli, da je to kraj, ki bo pozimi zelo vlažen. Gospa Holzinger nam je zagotovila, da je res tako in da je treba slike čim prej odstraniti, preden se bo začelo slabo vreme." 

### Obnova
Galerija je bila v drugi svetovni vojni precej poškodovana v letalskih napadih in je bila obnovljena leta 1966 po načrtih frankfurtskega arhitekta Johannesa Krahna. Razširitev stavbe za prikaz del in posebnih razstav 20. stoletja je bila zgrajena leta 1990, zasnoval jo je avstrijski arhitekt Gustav Peichl. Majhne strukturne spremembe in obnove so se vrstile od leta 1997 do leta 1999.
Največjo razširitev v zgodovini muzeja, namenjeno za predstavitev sodobne umetnosti, je zasnoval frankfurtski arhitekturni biro Schneider + Schumacher. Širitev se je začela februarja 2012. 

## Digitalna širitev
Muzej je leta 2015 ob svoji 200-letnici precej razširil svoje dejavnosti in stike z obsežno digitalno širitvijo. Obiskovalcem sta že na voljo digitalna razstava in prost dostop do brezžičnega omrežja v celotnem muzeju in zemljišču. Od marca 2015 v muzeju ponujajo obiskovalcem nov program, možnost poslušanja avdiovodnikov na napravah in nov "kabinet digitalnih zanimivosti". Nekaj več projektov še razvijajo: spletno razstavno platformo, izobraževalne računalniške igre za otroke, računalniško umetnostno zgodovino in digitalno umetnostno knjižnico. 

## Zbirka
v muzeju je zbirka evropskega slikarstva iz sedmih stoletij, začne se na začetku 14. stoletja, nadaljuje se v pozni gotiki, renesansi, baroku in v 19., 20. in 21. stoletju. Velika zbirka grafik in risb ni stalno razstavljena in zaseda prvo nadstropje muzeja. Dela, ki niso razstavljena, si je mogoče ogledati po predhodnem dogovoru.
Galerija ima oddelek za ohranjanje, ki skrbi za restavratorska in obnovitvena dela zbirke.

### Nekatera dela
- Robert Campin, Oltar Mérode, okoli 1428–1430, mešana tehnika, 160,2 x 68,2 cm, 151.8 x 61 cm, 148.7 x 61 cm
- Jan van Eyck, Lucca Madona, okoli 1437, mešana tehnika, 66 x 50 cm
- Fra Angelico, Marija z otrokom in dvanajst angelov, 1430–1433, tempera na plošči, 37 x 27 cm
- Rogier van der Weyden, Medičejska Madona, okoli 1460–1464, olje na plošči, 61,7 x 46,1 cm
- Mojster frankfurtskega rajskega vrta (Paradiesgärtlein), med 1400 in 1420, mešana tehnika na hrast, 26 x 33 cm
- Hieronymus Bosch, Ecce Homo, okoli 1476, olje na plošči, 75 x 61 cm
- Sandro Botticelli, Portret mlade ženske, 1480–85, mešana tehnika na topolovi plošči, 82 x 54 cm
- Bartolomeo Veneto, Portret mlade ženske, med 1500-1530, mešana tehnika na topolovi plošči, 44 x 34 cm
- Rembrandt van Rijn, Oslepitev Samsona, 1636, olje na platnu, 205 x 272 cm
- Johannes Vermeer, Geograf, 1668–1669, olje na platnu, 52 x 45,5 cm
- Johann Heinrich Wilhelm Tischbein, Goethe v Kampaniji, 1787, olje na platnu, 164 x 206 cm
- Edgar Degas, Glasbeniki v orkestru, 1872, olje na platnu, 69 x 49 cm

Muzej ima tudi dela nemškega umetnika 20. stoletja Maxa Beckmanna.

## Galerija
- Jan van Eyck, Lucca Madona
- Mojster frankfurtskega Rajskega vrta
- Sandro Botticelli, Portret mlade ženske
- Bartolomeo Veneto, Portret mlade ženske
- Rembrandt, Oslepitev Samsona
- Johannes Vermeer, Geograf
- Johann Heinrich Wilhelm Tischbein, Goethe v  Kampaniji
- Edgar Degas, Glasbeniki v orkestru